# Wolfgang Kleiber (Sprachwissenschaftler)
Wolfgang Kleiber (* 21. November 1929 in Freiburg im Breisgau; † 4. Juni 2020) war ein deutscher Sprachwissenschaftler und von 1970 bis zu seiner Emeritierung 1997 Professor für Historische Sprachwissenschaft an der Johannes Gutenberg-Universität Mainz.

## Leben und Wirken
Nach dem Abitur 1950 in Lahr studierte Wolfgang Kleiber Germanistik, Romanistik (Französisch) und Geschichte an der Albert-Ludwigs-Universität Freiburg. In seiner Heimatstadt promovierte er 1955 mit einer Dissertation zum Thema Die Flurnamen von Kippenheim und Kippenheimweiler bei Friedrich Maurer, legte 1958 und 1962 die Staatsexamen ab und habilitierte 1968 mit der Arbeit Otfrid von Weissenburg: Untersuchungen zur handschriftlichen Überlieferung und Studien zum Aufbau des Evangelienbuches.
Von 1957 bis 1970 war Kleiber Leiter der germanistischen Abteilung des Instituts für Geschichtliche Landeskunde in Freiburg. Im Jahr 1970 erfolgte der Ruf an die Johannes-Gutenberg Universität als Professor für Historische Sprachwissenschaft. Ab 1976 leitete Kleiber am Institut für Geschichtliche Landeskunde an der Universität Mainz (IGL) die 1974 auf seine Initiative hin eingerichtete „Abteilung II: Sprach- und Volksforschung“ und war gleichzeitig bis 2003 zweiter Vorsitzender des Instituts. In seiner Amtszeit wurde die Publikationsreihe „Mainzer Studien zur Sprach- und Volksforschung“ ins Leben gerufen. Unter Kleibers Projektleitung entstand in den Jahren 1979 bis 1996 durch interdisziplinäre und internationale Zusammenarbeit der in dieser Form einzigartige mehrbändige Wortatlas der kontinentalgermanischen Winzerterminologie (WKW), gefördert von Volkswagenstiftung und der Deutschen Forschungsgemeinschaft (DFG).
Kleiber war Mitglied zahlreicher wissenschaftlicher Gremien und Vereinigungen, darunter seit 1975 der Akademie der Wissenschaften und der Literatur Mainz.
Nach seiner Emeritierung im Jahr 1997 blieb er weiter aktiv und wendete sich nochmals der Person Otfrid von Weißenburgs zu, der bereits Thema seiner Habilitationsschrift gewesen war. Von 1999 bis 2003 entstand die ebenfalls DFG-geförderte vierbändige Neuausgabe von Otfrids Evangelienbuch.
Im Juni 2020 verstarb Wolfgang Kleiber im Alter von 90 Jahren.

## Forschungsschwerpunkte
Kleiber befasste sich mit Deutscher Sprachgeschichte, Dialektologie, Volks- und Namenkunde mit Schwerpunkten auf romanisch-germanischem Sprachkontakt, historische Fachsprache und der Dialektkartographie, sowie auf mittelalterlicher Literatur.

## Ehrungen
- 1968: Friedrich-Metz-Preis[10]

## Werke (Auswahl)
- Die Flurnamen von Kippenheim und Kippenheimweiler. Ein Beitrag zur Namenkunde und Sprachgeschichte am Oberrhein. Albert, Freiburg im Breisgau 1957. DNB 452436818
- Otfrid von Weissenburg. Untersuchungen zur handschriftlichen Überlieferung und Studien zum Aufbau des Evangelienbuches. Francke, Bern/München 1971, ISBN 978-3-7720-0648-7.
- mit Konrad Kunze, Heinrich Löffler: Historischer südwestdeutscher Sprachatlas aufgrund von Urbaren des 13.–15. Jahrhunderts (In Weiterführung der im Institut für Geschichtliche Landeskunde Freiburg unter Leitung von Friedrich Maurer geschaffenen Grundlagen). Francke, Bern/München 1979, ISBN 978-3-7720-1440-6.
- Zur sprachgeographischen Struktur der deutschen Winzerterminologie. Akademie der Wissenschaften und der Literatur / Steiner, Mainz/Wiesbaden 1980, ISBN 978-3-515-03386-2.
- mit Wolf-Dietrich Zernecke (Akademie der Wissenschaften und der Literatur, Mainz): Der Klauer: ein rheinhessischer Flurname. Dokumentation und Deutung. Steiner, Stuttgart 1996, ISBN 978-3-515-06954-0.
- Otfrid von Weißenburg Evangelienbuch. Teil 1: Edition nach der Heidelberger Handschrift P (Codex Pal. Lat. 52) und der Handschrift D (Codex Discissus: Bonn, Berlin/Krakau Wolfenbüttel). Niemeyer, Tübingen 2004, ISBN 3-11-092124-3.
- Otfrid von Weißenburg Evangelienbuch. Band 1: Edition nach dem Wiener Codex 2687, Teil 2: Einleitung und Apparat. Niemeyer, Tübingen 2006, ISBN 3-484-64051-0.

Herausgeberschaft
- Wolfgang Kleiber (Hrsg.): Wortatlas der kontinentalgermanischen Winzerterminologie (WKW). Mitwirkende: Sigrid Bingenheimer, Mathias Gotschy. Herausgebendes Organ: Akademie der Wissenschaften und der Literatur Mainz, Kommission für Deutsche Philologie, Niemeyer, Tübingen 1990/96, ISBN 978-3-484-10665-9.